# Cime du Gélas
Cime du Gélas (Italiensk: Monte Gelàs) er et 3,143 meter højt bjerg på grænsen mellem Frankrig (regionen Provence-Alpes-Côte d'Azur) og Italien (provinsen Cuneo). Det er en del af De maritime Alper, og et af de sydligste bjerge over 3.000 meter i Alperne.
Det er den højeste top i Parc national du Mercantour, og på den italienske side en del af Naturpark Maritime Alps. Geologisk er den en del af Mercantour-Argentera massivet, og er hovedsageligt dannet af granitoid gnejs. Toppen er delt i to, adskilt af en kløft; den højeste er den nordlige, hvor der præster fra Cuneo har bygget kors på toppen.
Bjergets navn stammer fra gletsjerne på de nordlige skråninger, som dog er svundet væsentligt i slutningen af det 20. århundrede.

## Eksterne kilder og henvisninger
- Wikimedia Commons har flere filer relateret til Cime du Gélas
- Geologisk kort (italiensk)

- Italiensk officiel kartografi (Istituto Geografico Militare - IGM); on-line version: www.pcn.minambiente.it
- Fransk officiel kartografi(Institut Géographique National - IGN); on-line version: www.geoportail.fr Arkiveret 13. november 2007 hos  Wayback Machine